# Museo del Mañana
El Museo del Mañana (en portugués: Museu do Amanhã) es un museo de ciencias neofuturista de Río de Janeiro, Brasil. Fue diseñado por el arquitecto español Santiago Calatrava y construido junto al mar en el Muelle Maua. 

## Historia
Su construcción fue financiada por el Ayuntamiento de Río y la Fundación Roberto Marinho. Costó aproximadamente 230 millones de reales. Se sitúa junto al mar en una zona portuaria que estuvo abandonada durante décadas y actualmente está siendo renovada con nuevos edificios de oficinas, apartamentos y restaurantes. 
El edificio fue inaugurado el 17 de diciembre de 2015 con la presencia de la presidenta Dilma Rousseff. El museo hizo parte del proyecto de renovación de la zona portuaria de la ciudad para las Olimpiadas de 2016.

## Exposiciones y carácter sostenible
La exposición principal lleva a los visitantes a través de cinco zonas principales: Cosmos, Tierra, Antropoceno, Mañana y Ahora mediante varios experimentos y experiencias. El museo mezcla la ciencia con un diseño innovador para centrarse en ciudades sostenibles.
Comparado con edificios convencionales, sus diseñadores dicen que usa un 40% menos de energía (incluido el 9% de la energía que consume que obtiene del sol), y el sistema de refrigeración aprovecha el agua profunda de la cercana Bahía de Guanabara. Sus «espinas solares» y el lucernario con forma de ventilador han sido diseñados de manera que el edificio se pueda adaptar a las cambiantes condiciones ambientales.
El museo tiene asociaciones con las principales universidades de Brasil y muchas instituciones científicas internacionales y obtiene datos en tiempo real sobre clima y población de agencias espaciales y de las Naciones Unidas.

## Concepto
La idea principal del museo es que el mañana no está listo. El «mañana» será una construcción y las personas participarán en esta construcción como brasileños, ciudadanos y miembros de las especie humana. Este no es un museo de objetos, sino un museo de ideas.
Es una «nueva generación» de museos de ciencia que pretende transformar nuestro pensamiento para dar forma a los próximos cincuenta años de vida en este planeta en una coexistencia sostenible y armoniosa.

## Galería de imágenes

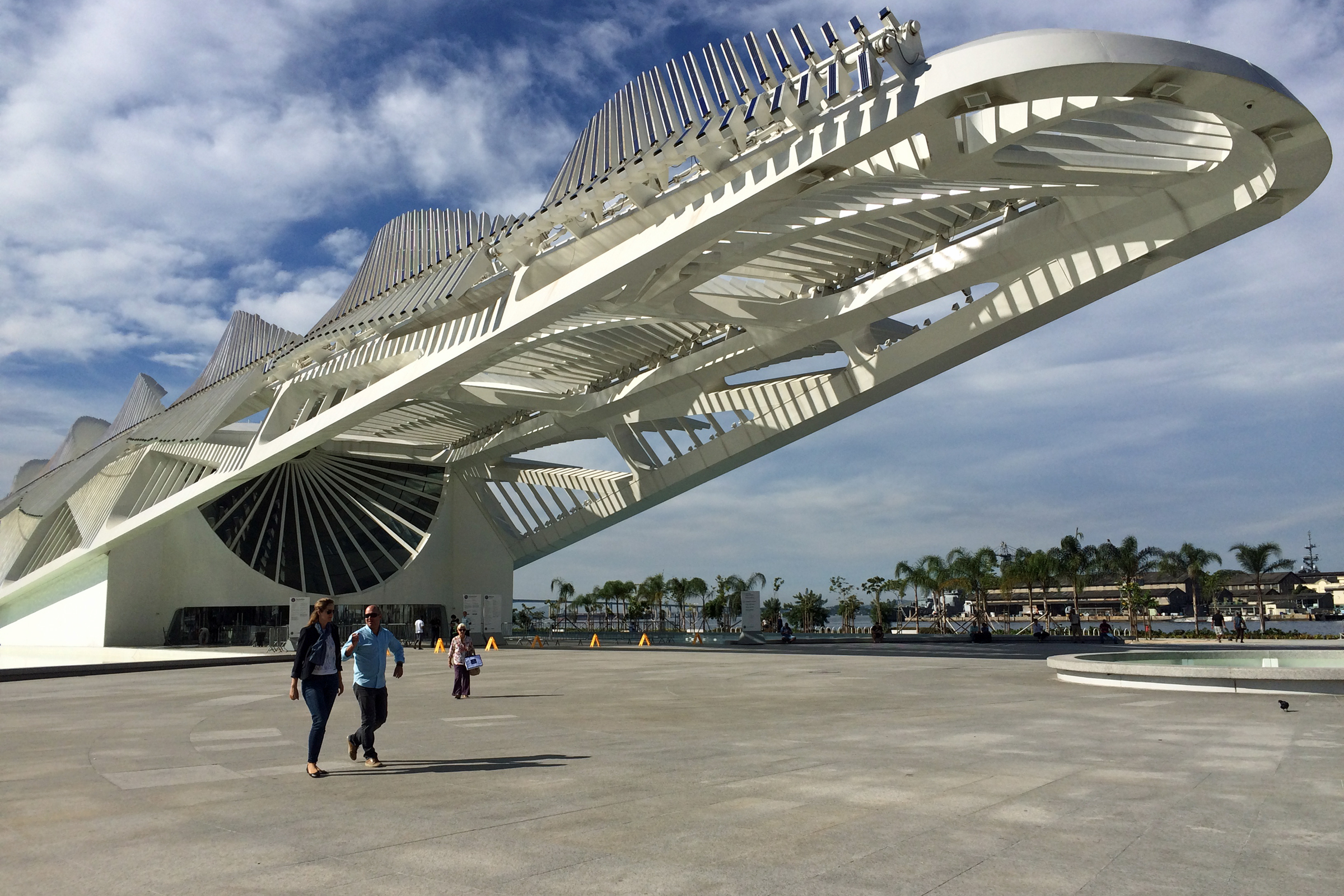
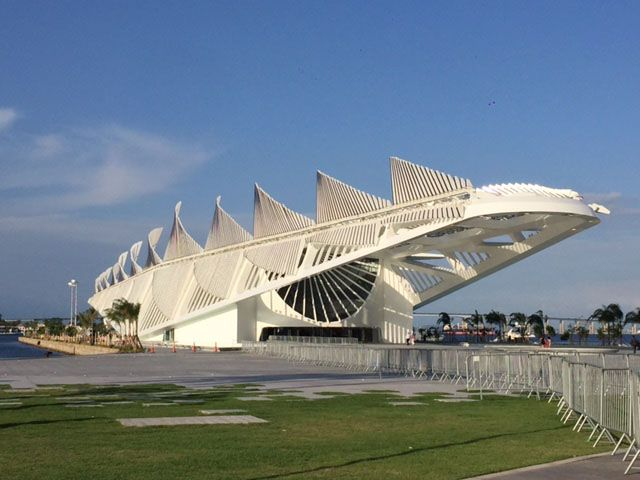
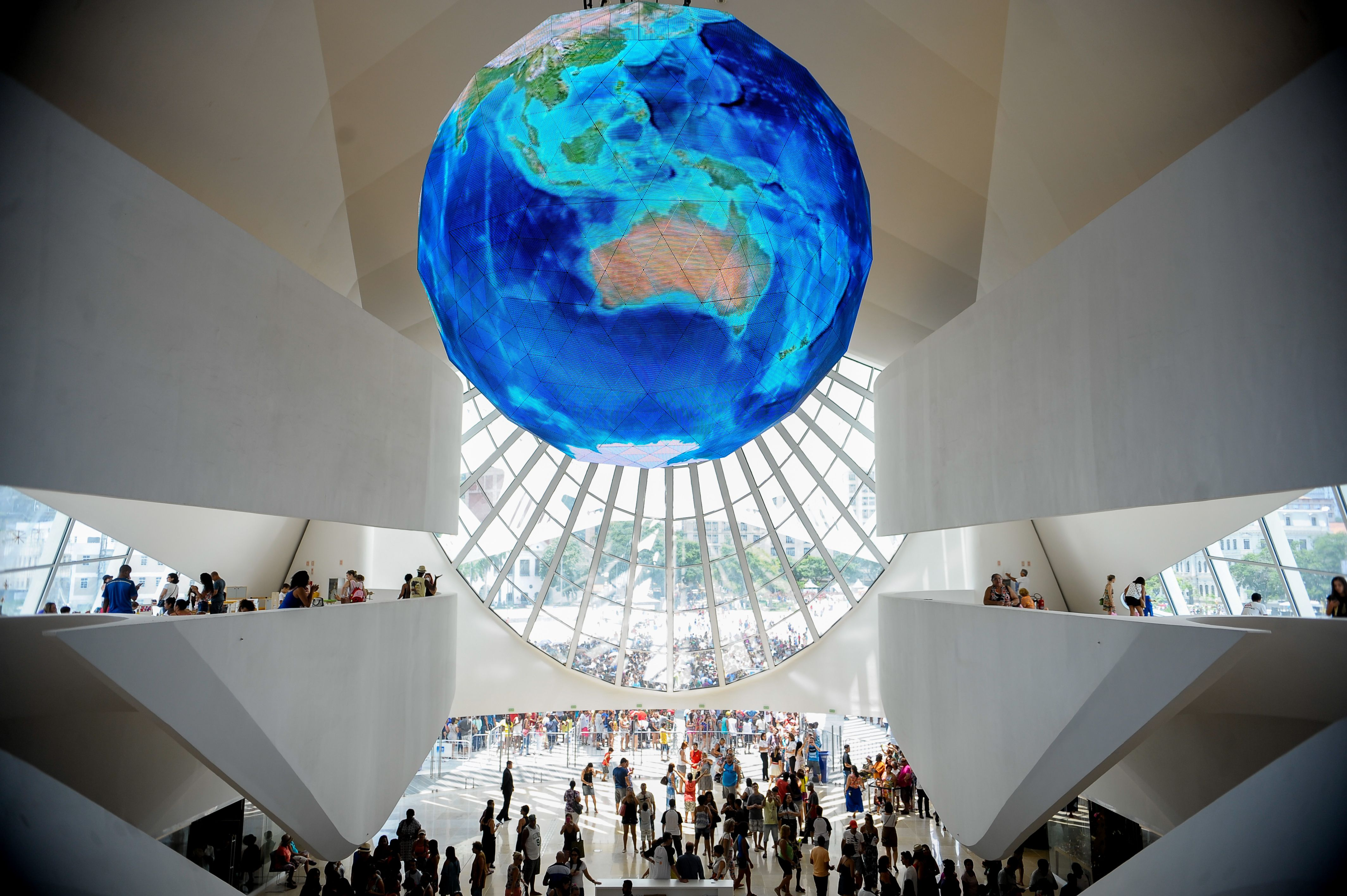
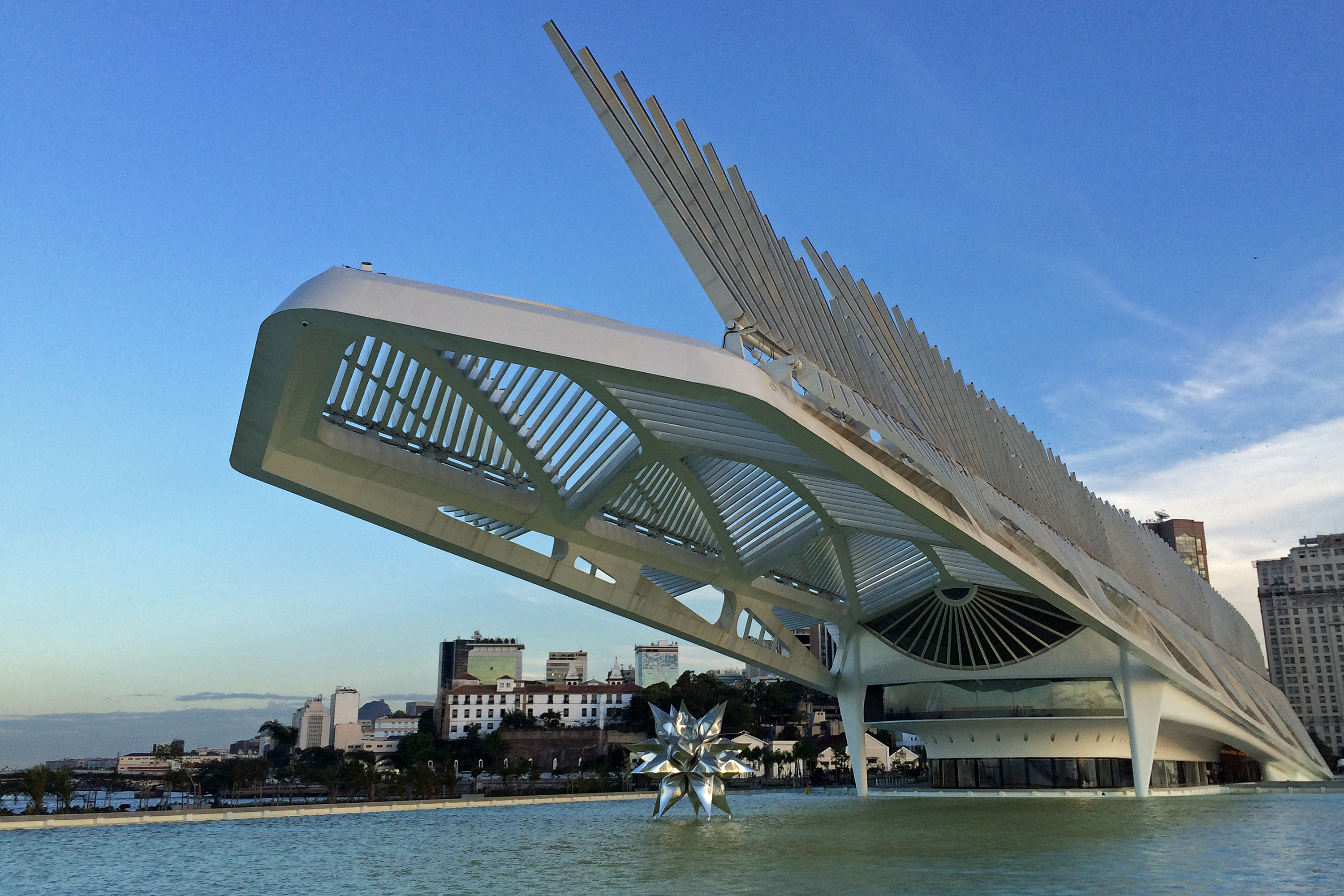
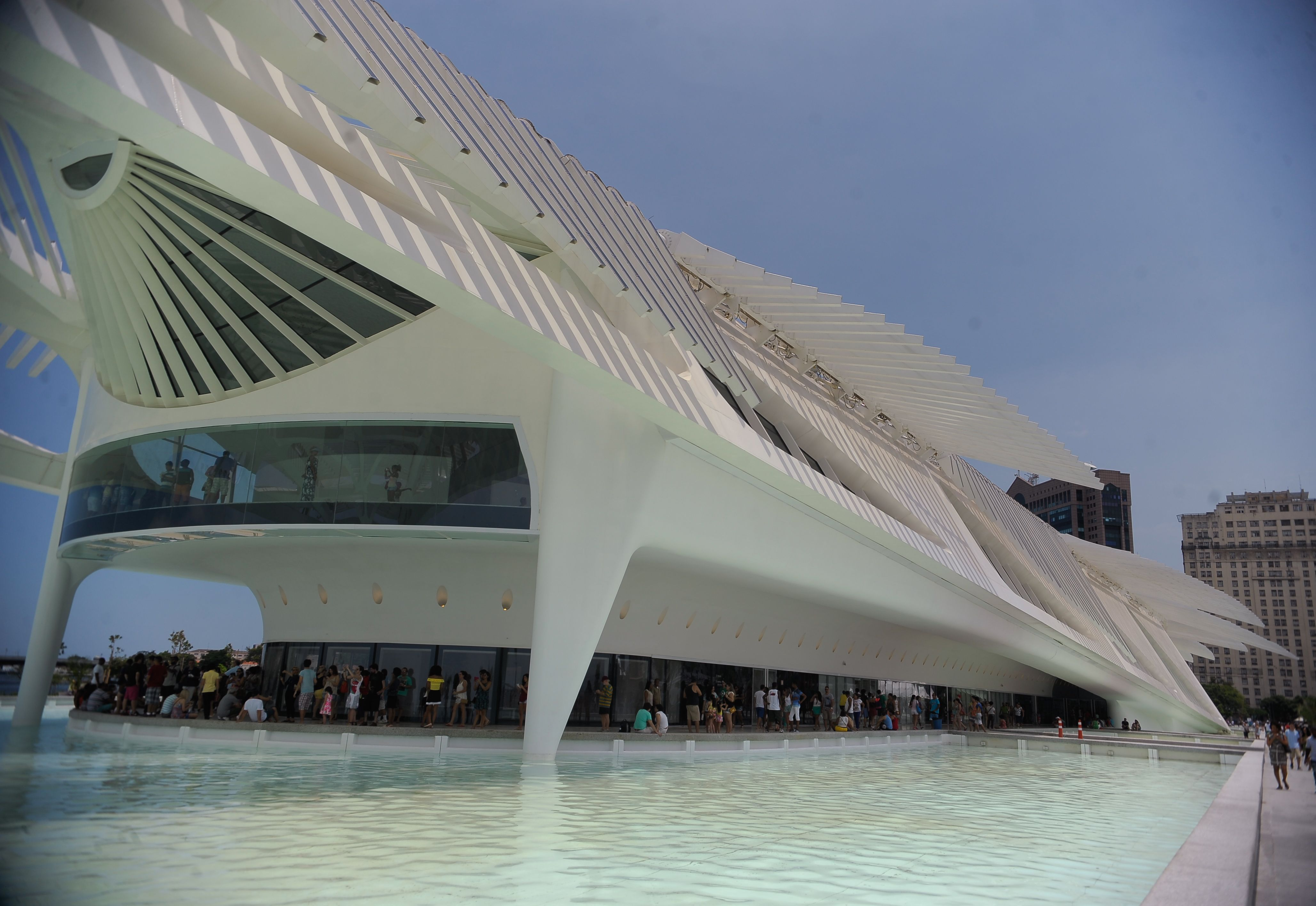